# Lista de senadores do Brasil por Pernambuco
Esta é uma lista de senadores pelo estado de Pernambuco de a fundação do Senado, em 1826 até a 52ª (última legislatura, de 2003-2007).

## Império do Brasil (1826-1889)
Durante o Império do Brasil, todos os senadores eram nomeados de forma vitalícia, diretamente pelo Imperador, sendo o cargo exclusivo de brasileiros natos ou naturalizados e exigia a idade mínima de quarenta anos e renda anual mínima de oitocentos mil réis.
| Nome                                                            | Título nobiliárquico     | Legislaturas |
| Álvaro Barbalho Uchoa Cavalcanti                                | —                        | 14ª a 20ª    |
| Antônio Carlos Ribeiro de Andrada Machado e Silva               | —                        | 6ª           |
| Antônio Coelho de Sá e Albuquerque                              | —                        | 12ª a 13ª    |
| Antônio Francisco de Paula de Holanda Cavalcanti de Albuquerque | Visconde de Albuquerque  | 4ª a 11ª     |
| Antônio Luís Pereira da Cunha                                   | Marquês de Inhambupe     | 1ª a 3ª      |
| Bento Barroso Pereira                                           | —                        | 1ª a 3ª      |
| Francisco de Carvalho Soares Brandão                            | —                        | 18ª a 20ª    |
| Francisco de Paula de Almeida Albuquerque                       | —                        | 4ª a 14ª     |
| Francisco de Paula Cavalcanti e Albuquerque                     | Visconde de Suaçuna      | 4ª a 17ª     |
| Francisco do Rego Barros                                        | Conde da Boa-Vista       | 8ª a 14ª     |
| Francisco do Rego Barros Barreto                                | —                        | 14ª a 20ª    |
| Francisco Xavier Pais Barreto                                   | —                        | 12ª          |
| João Alfredo Corrêa de Oliveira                                 | —                        | 16ª a 20ª    |
| José Bento da Cunha Figueiredo                                  | Visconde de Bom Conselho | 14ª a 20ª    |
| José Carlos Mayrink da Silva Ferrão                             | —                        | 1ª a 6ª      |
| José Inácio Borges                                              | —                        | 1ª a 4ª      |
| Luís Filipe de Sousa Leão                                       | —                        | 17ª a 20ª    |
| Manuel Caetano de Almeida e Albuquerque                         | —                        | 1ª a 5ª      |
| Manuel Inácio Cavalcanti de Lacerda                             | Barão de Pirapama        | 8ª a 18ª     |
| Pedro de Araújo Lima                                            | Marquês de Olinda        | 3ª a 14ª     |
| Pedro Francisco de Paula Cavalcanti e Albuquerque               | Visconde de Camaragibe   | 14ª a 15ª    |

Período das legislaturas
1ª: 1826 a 1829 | 2ª: 1830 a 1833 | 3ª: 1834 a 1837 | 4ª: 1838 a 1841 | 5ª: 1843 a 1844 
 6ª: 1845 a 1847 | 7ª: 1848 a 1849 | 8ª: 1850 a 1852 | 9ª: 1853 a 1856 | 10ª: 1857 a 1860 
 11ª: 1861 a 1863 | 12ª: 1864 a 1866 | 13ª: 1867 a 1868 | 14ª: 1869 a 1872 | 15ª: 1872 a 1875 
 16ª: 1877 a 1878 | 17ª: 1878 a 1881 | 18ª: 1882 a 1884 | 19ª: 1885 a 1885 | 20ª: 1886 a 1889.

## República Velha (1889-1930)
Os senadores eram eleitos pelo povo para um mandato de nove anos, em número de três para cada estado.
| Nome                                         | Legislaturas                    |
| Antônio Gonçalves Ferreira                   | 24ª a 29ª                       |
| Emídio Dantas Barreto                        | 30ª a 31ª                       |
| Francisco de Assis Rosa e Silva              | 23ª a 24ª; 26ª a 29ª; 33ª a 34ª |
| Frederico Guilherme de Sousa Serrano         | 21ª a 22ª                       |
| Gaspar Vasconcelos Meneses de Drummond Filho | 22ª a 23ª                       |
| Herculano Bandeira de Melo                   | 25ª a 27ª                       |
| João Barbalho Uchoa Cavalcanti               | 22ª a 23ª                       |
| João Ribeiro de Brito                        | 29ª a 32ª                       |
| Joaquim Correia de Araújo                    | 23ª a 23ª; 25ª                  |
| José Henrique Carneiro da Cunha              | 32ª a 34ª                       |
| José Higino Duarte Pereira                   | 21ª a 22ª                       |
| José Joaquim de Almeida Pernambuco           | 22ª a 25ª                       |
| José Marcelino da Rosa e Silva               | 24ª a 26ª                       |
| José Maria de Albuquerque Belo               | 35ª a 35ª                       |
| José Rufino Bezerra Cavalcante               | 31ª a 31ª                       |
| José Simeão de Oliveira                      | 21ª a 22ª                       |
| Luís Correia de Brito                        | 34ª a 35ª                       |
| Manuel Antônio Pereira Borba                 | 31ª a 34ª                       |
| Sigismundo Antônio Gonçalves                 | 25ª a 29ª                       |

Período das legislaturas
21ª: 1890 a 1891 | 22ª: 1891 a 1893 | 23ª: 1894 a 1896 | 24ª: 1897 a 1899 | 25ª: 1900 a 1902 
 26ª: 1903 a 1905 | 27ª: 1906 a 1908 | 28ª: 1909 a 1911 | 29ª: 1912 a 1915 | 30ª: 1915 a 1917 
 31ª: 1918 a 1920 | 32ª: 1921 a 1923 | 33ª: 1924 a 1926 | 34ª: 1927 a 1929 | 35ª: 1930 a 1930

## Era Vargas (1930-1945)
A Constituição de 1891 foi integralmente revogada e dissolvido o Senado Federal. Assim, a 36ª legislatura não ocorreu.
Com a Revolução Constitucionalista de 1932 e a promulgação de uma nova Constituição, todas as casas legislativas do país foram reabilitadas. Para o Senado, cada estado elegia dois representantes, para um mandato de oito anos.
Em novembro de 1937, instaurado o Estado Novo, é promulgada uma nova Constituição, sendo novamente fechadas todas as casas legislativas do Brasil. Novos senadores só viriam a ser eleitos oito anos mais tarde, em 1945
| Nome                          | Legislaturas |
| José de Sá Bezerra Cavalcanti | 37ª          |
| Tomás de Oliveira Lobo        | 37ª          |

Período das legislaturas
36ª: não ocorreu | 37ª: 1934 a 1937

## República Nova (1945-1963)
| Nome                                   | Legislaturas |
| Antônio Bezerra Baltar                 | 41ª a 41ª    |
| Antônio de Barros Carvalho             | 40ª a 41ª    |
| Antônio de Novais Filho                | 38ª a 41ª    |
| Apolônio Jorge de Faria Sales          | 38ª a 40ª    |
| Djair Falcão Brindeiro                 | 39ª a 39ª    |
| Etelvino Lins de Albuquerque           | 38ª a 39ª    |
| Jarbas Cardoso de Albuquerque Maranhão | 39ª a 41ª    |
| Luiz Pinto Ferreira                    | 41ª a 42ª    |
| Luís Sebastião Guedes Alcoforado       | 40ª          |
| Martiniano José Fernandes              | 39ª          |
| Nelson Firmo de Oliveira               | 40ª a 41ª    |

Período das legislaturas
38ª: 1946 a 1951 | 39ª: 1951 a 1955 | 40ª: 1955 a 1959 | 41ª: 1959 a 1963

## Regime Militar (1964-1987)
| Nome                             | Legislaturas         |
| Aderbal de Araújo Jurema         | 46ª a 47ª            |
| Antônio de Barros Carvalho       | 42ª                  |
| Cid Feijó Sampaio                | 47ª (suplente)       |
| Francisco Pessoa de Queirós      | 42ª a 44ª            |
| João Cleofas de Oliveira         | 42ª a 45ª            |
| José Ermírio de Morais           | 42ª a 44ª            |
| José Urbano da Costa Carvalho    | 47ª (suplente)       |
| Luís Pinto Ferreira              | 41ª a 42ª            |
| Marco Antônio de Oliveira Maciel | 47ª                  |
| Marcos de Barros Freire          | 45ª a 46ª            |
| Murilo Carneiro Leão Paraíso     | 45ª a 46ª (suplente) |
| Nilo de Sousa Coelho             | 46ª a 47ª            |
| Nivaldo Rodrigues Machado        | 47ª (suplente)       |
| Paulo Pessoa Guerra              | 44ª a 45ª            |
| Rubens Vaz da Costa              | 47ª (suplente)       |
| Wilson de Queirós Campos         | 43ª a 45ª            |

Período das legislaturas
42ª: 1963 a 1967 | 43ª: 1967 a 1970 | 44ª: 1971 a 1974 | 45ª: 1975 a 1978 | 46ª: 1979 a 1983 | 47ª: 1983 a 1987

## Nova República (1987 - atualidade)
| Nome                                  | Legislaturas                            |
| Armando de Queiroz Monteiro Neto      | 54ª/55ª - PTB                           |
| Carlos Wilson Rocha de Queirós Campos | 50ª/51ª                                 |
| Fernando Bezerra de Souza Coelho      | 55ª/56ª - PSB                           |
| Humberto Sérgio Costa Lima            | 54ª/55ª - PT                            |
| Jarbas de Andrade Vasconcelos         | 53ª/54ª; 56ª - PMDB                     |
| Joel de Holanda Cordeiro              | 49ª/50ª - PFL (Suplente)                |
| José Jorge de Vasconcelos Lima        | 51ª/52ª - PFL                           |
| Luís Piauilino de Melo Monteiro       | 48ª/49ª                                 |
| Marco Antônio de Oliveira Maciel      | 47ª/48ª-PDS; 49ª/50ª-PFL; 52ª/53ª - PFL |
| Marcos de Meira Lins                  | 50ª/51ª (Suplente)                      |
| Ney de Albuquerque Maranhão           | 48ª/49ª - PMDB                          |
| Nivaldo Rodrigues Machado             | 47ª/48ª - PMDB (Suplente)               |
| Pedro Mansueto de Lavor               | 48ª/49ª - PMDB                          |
| Roberto João Pereira Freire           | 50ª/51ª - PPS                           |
| Severino Sérgio Estelita Guerra       | 52ª/53ª - PSDB                          |

Período das legislaturas
48ª: 1987 a 1991 | 49ª: 1991 a 1995 | 50ª: 1995 a 1999 | 51ª: 1999 a 2003 | 52ª: 2003 a 2007 | 53ª: 2007 a 2011 | 54ª: 2011 a 2015 | 55ª: 2015 a 2019 | 56ª: 2019 a 2023
1. ↑  «Senador Fernando Bezerra Coelho». Senado Federal do Brasil. Consultado em 11 de julho de 2022
2. ↑  «Humberto, do PT, e Jarbas, do MDB, são eleitos senadores por Pernambuco». G1. Consultado em 11 de julho de 2022